# Feijão (tenista)
João Olavo Soares de Souza (Mogi das Cruzes, 27 de maio de 1988), mais conhecido como Feijão, é um ex-tenista profissional do Brasil. Ele já foi número 69 em simples e 70 em duplas no ranking da ATP. Foi banido do esporte em 24 de janeiro de 2020, sob acusação de ter manipulado resultados de partidas.
Tem, como campanhas de maior destaque, 7 títulos de Challenger e 3 semifinais de torneios ATP (Santiago 2010, Kitzbuhel 2011 e São Paulo 2015).

## Carreira
Incentivado pelo pai, Sarcha, que era tenista amador, João Souza, o Feijão, começou a jogar tênis aos nove anos de idade, em sua cidade Natal, Mogi das Cruzes (SP). Dois anos depois, abriu mão da outra modalidade que praticava, o basquete, para se dedicar ao tênis. O apelido advém devido a sua cor e porque declarava gostar da comida.
Aos dezesseis anos, começa a trilhar o caminho de profissionalismo. Em 2006, jogando o torneio Banana Bowl, chegou na semifinal contra o espanhol Albert Ramos, perdendo para o futuro vencedor da competição.
É considerado uma das gratas revelações da era pós-Gustavo Kuerten. O tenista de Mogi das Cruzes iniciou 2006 mesclando torneios juvenis com profissionais. Em 2007, iniciou de vez no profissionalismo, mas em 2005 já tinha jogado seu primeiro Challenger (torneio de nível mediano).
Ao longo de 2008 e 2009 começou a se destacar nos torneios Challengers, chegando em várias semifinais. Em novembro de 2009 chegou à final do Challenger de Medellin na Colômbia.
Em 2010 obteve sua primeira vitória em torneios de alto nível no ATP 250 do Chile, ao derrotar Simon Greul, 63º do mundo, por 2 sets a 1. Lá, realizou a melhor campanha de sua carreira até o momento: saído do qualifying, chegou às semifinais, sendo derrotado pelo argentino Juan Monaco, 29º do mundo. Em abril, obteve seu primeiro título de Challenger em Bogotá, Colômbia, entrando na lista dos 150 melhores do mundo. Em setembro de 2010 ganhou outro Challenger em Bogotá, e em outubro chegou à final em Quito, com isso se aproximando do top 100.
Em 2011 participou dos ATPs 250 do Chile e do Brasil, chegando à 2ª rodada dos torneios. Ganhou o Challenger de Santos em abril, e foi finalista no Challenger de Zagreb em maio. Em agosto, no ATP 250 de Kitzbuhel, realizou dois feitos inéditos em sua carreira: chegou pela primeira vez ao top 100 mundial de simples da ATP, e derrotou pela primeira vez um top 50 (Pablo Andujar, nas quartas de final do torneio), além de repetir sua melhor campanha em ATPs, chegando à semifinal, onde perdeu para o holandês Robin Haase, por 2 sets a 1, parciais de 6/1, 6/7(3/7), 6/4.
Ainda em agosto de 2011, Feijão supera rodada dupla, fura quali e disputa primeiro Grand Slam de sua carreira, no US Open. E para isso acontecer, depois de uma vitória tranquila pela manhã sobre o italiano Gianluca Naso com triunfo por 2 sets a 0 (6/0 e 7/5), ele teve um pouco mais de trabalho em seu segundo jogo do dia, mas ditou o ritmo da partida para vencer o belga David Goffin, 221º do ranking, por 2 sets a 0 (duplo 7/5), em 1h38m. Mas em seguida, embora na 363ª posição do ranking internacional, o norte-americano Robby Ginepri colocou toda sua vasta experiência em quadra e não teve grande trabalho para eliminar o paulista João Souza, o Feijão, do US Open, por 6/3, 6/4 e 6/7 (5-7) e 6/1, em duelo que durou 2h57 e foi disputado no terceiro principal estádio de Flushing Meadows. Em setembro de 2011, Feijão chega às quartas de final do ATP 250 de Bucareste, após derrotar o top 50 Tommy Robredo na 1ª rodada. Ele encerrou o ano de 2011 como o número 104 do mundo.
Em 2012, em fevereiro, foi às quartas de final do ATP 250 do Chile. Fez sua primeira participação na Copa Davis contra a Colômbia, em abril, onde perdeu o primeiro jogo mas venceu o segundo, quando o confronto já estava decidido  Em maio, foi às quartas de final do ATP 250 de Belgrado, na Sérvia. Foi campeão de 2 Challengers em setembro (Cali e Quito).
Nas duplas, 2012 foi um ano onde Feijão chegou ao top 100 mundial. Em janeiro, chegou nas oitavas de final do Australian Open, junto com Ricardo Mello. Logo depois, na Gira Sul-Americana de saibro, fez a semifinal do ATP 250 do Chile, e as quartas de final nos outros 3 torneios da Gira (Brasil, Argentina e México). No segundo semestre, formando dupla fixa com Marcelo Demoliner, chegou a 5 finais seguidas de Challengers, obtendo 3 títulos (Campinas, Rio de Janeiro e Porto Alegre) e 2 vices (Cali e Quito).
Em março de 2013, João Souza (Feijão) perdeu pela última rodada do qualifying do Masters 1000 de Miami, na Flórida, nos Estados Unidos. Onde, ele, então 123º colocado mundial, começou bem, mas acabou permitindo uma virada contra o israelense Dudi Sela, número 127 do mundo, e perdeu por 2 sets a 1, parciais de 5/7, 6/3 e 6/0.
No início de maio de 2013, Feijão garantiu vaga no primeiro Masters 1000 de sua carreira. O paulista, número 106 do mundo, furou o qualifying em Madri após o francês Paul-Henri Mathieu, cabeça de chave número 9 e 75º colocado no ranking da ATP, abandonar a partida no terceiro set, quando perdia por 4/1. Mas, depois de furar o quali, chegou ao fim a primeira participação dele na chave principal de um Masters 1000. Pois por 6-1 e 7-6 (0) acabou superado pelo francês Benoit Paire.
Em janeiro de 2014, Feijão subiu 24 posições no ranking após conquistar o título do Aberto de São Paulo, torneio de nível challenger realizado na capital paulista. Com isso ele garantiu a condição de tenista número 1 do Brasil.
Em setembro de 2014, foi vice-campeão no Challenger de Pereira, na Colômbia. Na final do Challenger colombiano, Feijão teve pela frente o cabeça de chave número 1 do torneio, o dominicano Victor Estrella Burgos, então número 71 do mundo. E o brasileiro foi derrotado em 3 horas e17 minutos de jogo, com parciais de 7/6(5), 3/6 e 7/6(6). Mesmo assim, o vice-campeonato rendeu 48 pontos ao paulista e fez com que ele saltasse do 101º lugar para o 93º do ranking. E assim Feijão retornou ao top 100 da ATP, grupo que ele não ocupava desde Março de 2012, quando era o 99º do mundo.
Em janeiro de 2015, pelo ATP 250 de Doha, no Catar, Feijão venceu a primeira partida em piso duro da sua carreira em nível ATP, contra Malek Jaziri, 74° do ranking, com parciais de 3-6, 6-4 e 6-3. Já nas oitavas de final, Feijão lutou bastante, principalmente no primeiro set, mas não conseguiu levar a melhor sobre o italiano Andreas Seppi e caiu em dois sets pelas parciais de 7-5 e 6-2.
Já em fevereiro de 2015, enfim, Feijão conseguiu pela primeira vez na carreira disputar uma final de torneio ATP. Pois, após várias tentativas, Feijão conseguiu nas duplas do ATP 250 de Quito ao lado do veterano dominicano Victor Estrella Burgos. No ATP 250 do Brasil Open, Feijão fez a melhor campanha da sua carreira no torneio, chegando a semifinal, perdendo para o italiano Luca Vanni, com parciais de 4-6, 7-6(7-5), 4-6. Com isso ele igualou seus melhores resultados em nível ATP, ou outros foram as semifinais de Santiago 2010 e Kitzbuhel 2011, além de um salto de 22 posições no Ranking da ATP, chegando a 88° do mundo, melhor ranking desde 19 de setembro de 2011, quando foi n° 84 do mundo.
Ainda em fevereiro de 2015, Feijão dá sequência à boa fase e estreia com vitória no ATP 500 do Rio Open. Ele foi soberano e derrotou o argentino Facundo Arguello (então 150º do mundo) por 2 sets a 0, com parciais de 6-2 e 6-1. A vitória teve um significado especial para Feijão, pois foi a sua primeira em um ATP 500. Nas quartas de final, acabou eliminado do torneio após perder para Andreas Haider-Maurer em um jogo muito disputado, porém, mesmo com a derrota, ele atingiu o melhor ranking da sua carreira, sendo o N° 77 do mundo. Na semana seguinte, mesmo sem jogar, Feijão chegou a ser N° 75 do mundo, obtendo uma nova melhor marca.
Em março de 2015, a boa fase do paulista João “Feijão” Souza no circuito mundial de tênis se confirmou em seu
retorno à equipe brasileira da Copa Davis. Entrando em quadra como tenista número 1 do Brasil no duelo com o argentino Carlos Berlocq, que abriu a série contra a Argentina, pela primeira rodada da competição em 2015, ele se deu melhor em uma batalha de cinco sets, definida com placar final de 6/4, 3/6, 5/7, 6/3 e 6/2, em 4 horas e 56 minutos de confronto. Já no seu segundo jogo na Copa Davis, ainda pela primeira rodada da competição em 2015, ele mesmo perdendo a partida por 3 sets a 2, com as parciais de 7/6(4), 7/6(5), 5/7, 5/7 e 15/13 para o argentino Leonardo Mayer, entrou para a história do tênis, ao lado do argentino, com quem protagonizou a segunda mais longa partida de simples da história do tênis e a maior da Copa Davis, com 6 horas e 42 minutos de duração, ficando atrás apenas do célebre duelo envolvendo o norte-americano John Isner e o francês Nicolas Mahut pela primeira rodada do Grand Slam de Wimbledon, em 2010.
No inicio de abril de 2015, mesmo sem jogar, o paulista João “Feijão” Souza foi beneficiado pela perda de seis posições do ucraniano Alexandr Dolgopolov e chegou a ser 69º colocado do mundo, voltando a superar seu ranking mais alto, obtendo assim uma nova melhor marca em sua carreira.
No final de janeiro de 2016, Feijão, venceu o equatoriano Ivan Endara pelo ATP 250 de Quito, no Equador, por 2 sets a 0, com parciais 6/3 e 6/4, e furou o qualifying da competição. Mas em seguida, Feijão, perdeu para o espanhol Feliciano López, cabeça de chave número 2 e então 22º do mundo, por 2 sets a 1, com parciais de 4/6, 7/6(5) e 6/2, e foi eliminado do ATP 250 de Quito. Ele jogou bem e até venceu o primeiro set, mas acabou cedendo a virada ao experiente jogador de 34 anos.
Já no final de maio, em sua primeira partida no qualificatório para o Masters 1000 de Miami, o paulista João "Feijão" Souza estreou com uma boa vitória em busca de um lugar na chave principal do torneio. Ele derrotou o 140º colocado francês Kenny de Schepper por 7/6 (7-5) e 6/2 em 1h43 de partida. Mas na partida seguinte não deu e Feijão caiu na última rodada do quali diante do cazaque Mikhail Kukushkin com 6/4 e 7/6 (7-4).

## 2019: suspensão provisória e retorno
Em 29 de março de 2019, a TIU (Tennis Integrity Unit), atual ITIA, suspendeu Souza provisoriamente das competições. A alegação foi de que ele havia violado termos do Programa Anticorrupção do Tênis, que trata de casos sobre o mercado de apostas e a manipulação de resultados. Em 7 de abril, a pena foi revogada, permitindo o retorno ao circuito. Porém, foi imposta novamente cerca dez dias depois, quando o jogador estava participando do ATP Challenger de San Luis Potosí, no México. Assim, precisou abandoná-lo.

## 2020: banimento
Em 25 de janeiro, a TIU comunicou que a suspensão de Feijão é definitiva. Isso significa que ele não pode mais competir ou sequer entrar em qualquer evento reconhecido por órgãos tenísticos pelo resto da vida. Ainda foi multado em US$ 200 mil.

## Ranking.
- Atual (Último) Ranking de Simples: 112°
- Melhor (Último) Ranking de Simples: 69° (6 de abril de 2015)
- Atual (Último) Ranking de Duplas: 103°
- Melhor (Último) Ranking de Duplas: 70° (7 de janeiro de 2013)

## Evolução do ranking de simples
Posição na última semana de cada ano:
- 2005: nº 918 do mundo
- 2006: nº 698 do mundo
- 2007: nº 343 do mundo
- 2008: nº 206 do mundo
- 2009: nº 199 do mundo
- 2010: nº 111 do mundo
- 2011: nº 104 do mundo
- 2012: nº 143 do mundo
- 2013: n° 140 do mundo
- 2014: n° 90 do mundo
- 2015: n° 142 do mundo

## Circuito Profissional ATP World Tour - Finais

### Duplas: 1 (0-1)
| Legenda                     |
| Grand Slam (0-0)            |
| ATP World Tour Finals (0-0) |
| ATP Masters 1000 (0-0)      |
| ATP 500 (0-0)               |
| ATP 250 (0-1)               |

| Títulos por Superfície |
| Dura (0-0)             |
| Grama (0-0)            |
| Saibro (0-1)           |
| Carpete (0-0)          |

| Resultado | No. | Data                    | Torneio               | Superfície | Parceiro               | Oponentes na final                 | Placar        |
| Finalista | 1.  | 07 de Fevereiro de 2015 | ATP de Quito, Equador | Saibro     | Victor Estrella Burgos | Gero_Kretschmer Alexander Satschko | 5-7, 6-7(3-7) |

## Circuito Profissional ITF Futures e ATP Challengers - Finais

### Simples: 18 (12-6)
| Legenda               |
| --------------------- |
| ATP Challengers (7–5) |
| ITF Futures (5–1)     |

| Titulos por Piso |
| ---------------- |
| Duro (2–0)       |
| Saibro (10–6)    |
| Grama (0–0)      |
| Carpete (0–0)    |

| Resultado | No. | Data                    | Torneio                       | Piso   | Oponente               | Placar                  |
| --------- | --- | ----------------------- | ----------------------------- | ------ | ---------------------- | ----------------------- |
| Finalista | 1.  | 30 de Outubro de 2006   | São Paulo, Brasil             | Saibro | Juán Pablo Villar      | 6-7(5–7), 6-7(6–8)      |
| Campeão   | 1.  | 12 de Maio de 2007      | São Paulo, Brasil             | Saibro | André Miele            | 6-3, 6-2                |
| Campeão   | 2.  | 02 de Dezembro de 2007  | Santos, Brasil                | Saibro | Juán Pablo Villar      | 6-1, 6-2                |
| Campeão   | 3.  | 09 de Dezembro de 2007  | Fortaleza, Brasil             | Duro   | Juán Pablo Villar      | 6-4, 2-0 Ret            |
| Campeão   | 4.  | 03 de Fevereiro de 2008 | Bucaramanga, Colômbia         | Saibro | Juán Sebastián Cabal   | 4-6, 6-2, 6-2           |
| Campeão   | 5.  | 23 de Novembro de 2008  | Bauru, Brasil                 | Saibro | Gastón Giussani        | 7-6(9–7), 7-6(7–3)      |
| Finalista | 2.  | 02 de Novembro de 2009  | Medellín, Colômbia            | Saibro | Juan Ignacio Chela     | 4-6, 6-4, 4-6           |
| Campeão   | 6.  | 18 de Abril de 2010     | Bogotá, Colômbia              | Saibro | Alejandro Falla        | 4-6, 6-4, 6-1           |
| Campeão   | 7.  | 26 de Setembro de 2010  | Bogotá, Colômbia              | Saibro | Reda El Amrani         | 6-4, 7-6(7–5)           |
| Finalista | 3.  | 10 de Outubro de 2010   | Quito, Equador                | Saibro | Giovanni Lapentti      | 6-2, 3-6, 4-6           |
| Campeão   | 8.  | 24 de Abril de 2011     | Santos, Brasil                | Saibro | Diego Junqueira        | 6-4, 6-2                |
| Finalista | 4.  | 16 de Maio de 2011      | Zagreb, Croácia               | Saibro | Diego Junqueira        | 3-6, 4-6                |
| Campeão   | 9.  | 16 de Setembro de 2012  | Cali, Colômbia                | Saibro | Thiago Alves           | 6-2, 6-4                |
| Campeão   | 10. | 07 de Outubro de 2012   | Quito, Equador                | Saibro | Guillaume Rufin        | 6-2, 7-6(7–4)           |
| Campeão   | 11. | 13 de Outubro de 2013   | São José do Rio Preto, Brasil | Saibro | Alejandro González     | 7-6(7–0), 6-3           |
| Campeão   | 12. | 05 de Janeiro de 2014   | São Paulo, Brasil             | Duro   | Alejandro González     | 6-4, 6-4                |
| Finalista | 5.  | 07 de Setembro de 2014  | Medellín, Colômbia            | Saibro | Austin Krajicek        | 5-7, 3-6                |
| Finalista | 6.  | 28 de Setembro de 2014  | Pereira, Colômbia             | Saibro | Victor Estrella Burgos | 6-7(5–7), 6-3, 6-7(6–8) |

### Duplas: 23 (12-11)
| Legenda           |
| ----------------- |
| Challengers (6–6) |
| Futures (6–5)     |

| Resultado | No. | Data                   | Torneio                  | Superfície | Parceiro               | Oponentes                             | Placar             |
| --------- | --- | ---------------------- | ------------------------ | ---------- | ---------------------- | ------------------------------------- | ------------------ |
| Finalista | 1.  | 19 de Junho de 2006    | Sorocaba, Brasil         | Saibro     | Marcelo Melo           | Alexandre Bonatto Franco Ferreiro     | 6–4, 5–7, 6–3      |
| Finalista | 2.  | 16 de Outubro de 2006  | Londrina, Brasil         | Saibro     | André Miele            | Leonardo Kirche Caio Zampieri         | 3–6, 6–2, 7–6(7–1) |
| Finalista | 3.  | 30 de Outubro de 2006  | São Paulo, Brasil        | Saibro     | André Miele            | György Balázs Kornél Bardóczky        | 6–4, 6–2           |
| Campeão   | 1.  | 20 de Novembro de 2006 | Criciúma, Brasil         | Saibro     | André Miele            | Carlos Avellán Tiago Lopes            | 6–4, 6–4           |
| Campeão   | 2.  | 27 de Novembro de 2006 | Uruguaiana, Brasil       | Saibro     | André Miele            | Tiago Lopes Caio Zampieri             | 7–6(7–5) 6–2       |
| Finalista | 4.  | 23 de Abril de 2007    | Florianópolis, Brasil    | Saibro     | André Miele            | Pablo Cuevas Horacio Zeballos         | 6–4, 6–4           |
| Finalista | 5.  | 07 de Maio de 2007     | São Paulo, Brasil        | Saibro     | André Miele            | Henrique Pinto-Silva Gabriel Pitta    | 6–4, 6–4           |
| Finalista | 6.  | 14 de Maio de 2007     | Caldas Novas, Brasil     | Saibro     | André Miele            | Renato Silveira Caio Zampieri         | 6–4, 6–7, 6–1      |
| Campeão   | 3.  | 21 de Maio de 2007     | Chapecó, Brasil          | Saibro     | André Miele            | Thomaz Bellucci Caio Burjaili         | 2–6, 6–2, 6–2      |
| Campeão   | 4.  | 29 de Outubro de 2007  | Itu, Brasil              | Saibro     | André Miele            | Raony Carvalho Rodrigo Grilli         | 2–6, 6–4, [10–7]   |
| Campeão   | 5.  | 03 de Dezembro de 2007 | Fortaleza, Brasil        | Saibro     | André Pinheiro         | Henrique Pinto-Silva Gabriel Pitta    | W/O                |
| Campeão   | 6.  | 21 de Janeiro de 2008  | Manizales, Colômbia      | Saibro     | André Miele            | Matteo Marrai Walter Trusendi         | 6–4, 6–4           |
| Finalista | 7.  | 29 de Setembro de 2008 | Aracaju, Brasil          | Saibro     | Thiago Alves           | Juan-Martín Aranguren Franco Ferreiro | 6–4, 6–4           |
| Finalista | 8.  | 13 de Abril de 2009    | Cidade do México, México | Duro       | Victor Estrella Burgos | Sanchai Ratiwatana Sonchat Ratiwatana | 6–3, 6–3           |
| Campeão   | 7.  | 27 de Abril de 2009    | Pereira, Colômbia        | Saibro     | Victor Estrella Burgos | Juan Sebastián Cabal Alejandro Falla  | 6–4, 6–4           |
| Finalista | 9.  | 14 de Setembro de 2009 | Cali, Colômbia           | Saibro     | Ricardo Hocevar        | Sebastián Prieto Horacio Zeballos     | 4–6, 6–3, [10–5]   |
| Finalista | 10. | 15 de Setembro de 2012 | Cali, Colômbia           | Saibro     | Marcelo Demoliner      | Juan Sebastián Cabal Robert Farah     | 3–6, 6–7(4–7)      |
| Campeão   | 8.  | 23 de Setembro de 2012 | Campinas, Brasil         | Saibro     | Marcelo Demoliner      | Marcel Felder Máximo González         | 6–1, 7–5           |
| Finalista | 11. | 07 de Outubro de 2012  | Quito, Equador           | Saibro     | Marcelo Demoliner      | Juan Sebastián Cabal Carlos Salamanca | 6–7(7–9), 6–7(4–7) |
| Campeão   | 9.  | 20 de Outubro de 2012  | Rio de Janeiro, Brasil   | Saibro     | Marcelo Demoliner      | Frederico Gil Pedro Sousa             | 6–2, 6–4           |
| Campeão   | 10. | 27 de Outubro de 2012  | Porto Alegre, Brasil     | Saibro     | Marcelo Demoliner      | Simon Greul Alessandro Motti          | 6–3, 3–6, [10–7]   |
| Campeão   | 11. | 09 de Março de 2013    | Santiago, Chile          | Saibro     | Marcelo Demoliner      | Federico Delbonis Diego Junqueira     | 7–5, 6–1           |
| Campeão   | 12. | 21 de Setembro de 2014 | Quito, Equador           | Saibro     | Marcelo Demoliner      | Duilio Beretta Martín Cuevas          | 6–4, 6–4           |

## Estatísticas da Carreira (ATP)
| Torneio                | 2016  | 2015    | 2014    | 2013   | 2012    | 2011    | 2010   | 2009   | 2008   | Total     |
| ---------------------- | ----- | ------- | ------- | ------ | ------- | ------- | ------ | ------ | ------ | --------- |
| Títulos-Finais         | 0-0   | 0-0     | 0-0     | 0-0    | 0-0     | 0-0     | 0-0    | 0-0    | 0-0    | 0-0       |
| Vitórias-Derrotas      | 0-0   | 7-18    | 1-3     | 1-4    | 6-10    | 7-8     | 3-2    | 0-0    | 0-0    | 25-45     |
| Ranking (final do ano) |       | 142     | 90      | 140    | 144     | 104     | 111    | 199    | 212    | N/D       |
| Premiação (em dólares) | 1.380 | 289.545 | 106.499 | 83.788 | 128.934 | 146.605 | 89.707 | 41.454 | 38.858 | 1.126.373 |